# 莫拐农场
莫拐农场，是中国内蒙古自治区呼伦贝尔市牙克石市下辖的一个类似乡级单位。

## 行政区划
莫拐农场共辖以下地区：
第一管理区、第二管理区、第三管理区、第四管理区、第五管理区、第六管理区。